# Hugh de Courtenay, 1. Earl of Devon
Hugh de Courtenay, 1. Earl of Devon (* um 1276; † 23. Dezember 1340), war ein englischer Adliger.

## Leben
Er war der älteste Sohn des Sir Hugh de Courtenay (1249–1292), Gutsherr von Okehampton, aus dessen Ehe mit Eleanor le Despencer († 1328), Tochter des Hugh le Despenser, 1. Baron le Despenser († 1265). Beim Tod seines Vaters erbte er 1292 dessen Ländereien einschließlich des Familiensitzes Okehampton Castle.
Im November 1293, beim Tod seiner Tante dritten Grades, Isabel de Forz, Schwester und Erbin des Baldwin de Redvers, 7. Earl of Devon († 1262), erbte er auch große Teile von deren umfangreichen Ländereien.
Am 6. Februar 1299 berief ihn König Eduard I. durch Writ of Summons ins Parlament und erhob ihn dadurch zum erblichen Baron Courtenay. Er kämpfte im Ersten Schottischen Unabhängigkeitskrieg und nahm im Sommer 1300 an der Belagerung der schottischen Grenzburg Caerlaverock teil. In Anerkennung seiner militärischen Dienste wurde er 1306 zum Knight Bachelor und 1308 zum Knight Banneret geschlagen. 1313 hatte er das Amt eines Lord Ordainer, sowie 1324 und 1336 das Amt des Warden of Devon and Cornwall Coast inne.
Mit Letters Patent vom 22. Februar 1335 verlieh ihm König Eduard III. den Titel Earl of Devon. Diese Neuverleihung wird teilweise auch als rückwirkende Anerkennung gedeutet, dass er 1293 den somit auch in weiblicher Linie erblichen, 1141 geschaffenen Titel Earl of Devon geerbt habe – Hugh wird dann als 9. Earl gezählt.

## Ehe und Nachkommen
1292 heiratete er Agnes de St. John, Tochter des John de St. John. Mit ihr hatte er drei Kinder:
- Elizabeth de Courtney ⚭ Bartholomew de Lisle;
- Hugh de Courtenay, 2. Earl of Devon (1303–1377) ⚭ Lady Margaret de Bohun;
- Thomas Courtenay (1311–1362) ⚭ Muriel de Moels.

Als er 1340 starb, beerbte ihn sein gleichnamiger älterer Sohn.